# (6828) Elbsteel
(6828) Elbsteel est un astéroïde de la ceinture principale.

## Description
(6828) Elbsteel est un astéroïde de la ceinture principale. Il fut découvert le 12 novembre 1990 à Siding Spring par Duncan I. Steel. Il présente une orbite caractérisée par un demi-grand axe de 2,69 UA, une excentricité de 0,23 et une inclinaison de 11,9° par rapport à l'écliptique.

## Compléments